# Открытие Холдинг
АО «Открытие Холдинг» — российская частная финансовая группа, ранее входившая в топ-35 крупнейших компаний России и в топ-5 лидеров финансового сектора, будучи при этом крупнейшим частным игроком в данном сегменте, согласно рейтингу РБК-500 (2016 год). Штаб-квартира располагается в Москве. В феврале 2020 года компания подала заявление в суд о признании себя банкротом.

## История
Основателем группы «Открытие» является российский бизнесмен Вадим Беляев, который начал заниматься бизнесом в начале 1990-х годов. В 1995 году он выступил одним из инициатором образования компании «ВЭО-Инвест», которая занималась инвестированием в российские телекоммуникационные активы. На момент образования 90 % капитала компании контролировали итальянцы — бывшие менеджеры московского представительства компании Italtel, доля Беляева составляла 10 %. В 1997 году «ВЭО-Инвест» возглавил Вадим Беляев, а в результате кризиса 1998 года, больно ударившего по компании, итальянские партнёры решили выйти из учредителей компании, и Беляев стал её 100 % собственником.
В 2001 году компания «ВЭО-Инвест» объединилась с брокерской компанией «Открытие», которая специализировалась на биржевой торговле производными финансовыми инструментами и предоставляла услуги по доступу к торгам в фондовой секции ММВБ через интернет. В результате слияния образовалась компания «ВЭО-Открытие», которая начала предоставлять широкий спектр услуг: брокерско-дилерское, депозитарное обслуживание, доверительное управление и управление корпоративными финансами. Беляев заплатил миллион долларов и стал владельцем 75 процентов объединённой компании.
Среди сделок, в которых «ВЭО-Открытие» выступило финансовым консультантом, — продажа акций крупнейшего российского полиграфического комплекса «Алмаз-Пресс» в 2002—2004 гг.
В 2003 году председателем Совета директоров «ВЭО-Открытие» становится Борис Минц.

### Формирование финансовой группы
В 2004 году партнёром Беляева стал Борис Минц. Было создано ООО "Инвестиционная группа «Открытие»[прояснить], генеральным директором которой стал Беляев, а председателем совета директоров — Минц. Изменения дали старт преобразованию обычной брокерской фирмы в финансовую группу. Минц и Беляев владели равными долями в капитале инвестиционной группы (ООО "Инвестиционная группа «Открытие»).
В середине и второй половине 2000-х годов «Открытие» начало развивать банковский и страховой бизнес, бизнес по управлению активами.
В 2006 году группа приступила к формированию своего банковского бизнеса. В 2006 году был приобретён АКБ «Щит-Банк», а в 2008 году — банк РБР. В последующие годы группа совершила ещё ряд покупок банковских активов: банк «Петровский» (2010 год), «Свердловский губернский банк» (2011 год).
В 2012 году «Открытие» объявило о покупке одной из крупнейших частных банковских групп России — «НОМОС-БАНК», которая включала «НОМОС-БАНК», «Ханты-Мансийский банк» и «Новосибирский Муниципальный банк». В 2013 году происходит реорганизация банковской группы и её SPO на Московской бирже. Также «Открытие» объявляет о покупке банка «Петрокоммерц».
В 2007 году «Открытие» создало дочернюю компанию в Лондоне, в 2011 начало бизнес в США.
В 2012 году группа заключила соглашения о стратегическом партнёрстве с крупными пенсионными фондами: в начале года с НПФ «Электроэнергетики», а в декабре — с НПФ «Лукойл-Гарант». Подобные соглашения фактически означали покупку самих фондов (в то время НПФ обладали статусом НКО, и их приобретение осуществлялось через покупку их администраторов, что и произошло в данном случае)
23 августа 2016 года «Открытие» объявила о завершении интеграции своей банковской группы. НОМОС-БАНК, Банк «Открытие», Ханты-Мансийский банк и Банк «Петрокоммерц» объединены в Банк «Открытие» (юридическое название — Банк «Финансовая корпорация Открытие») — крупнейший частный банк в России.
2 декабря 2016 года «Открытие Холдинг» объявила о покупке у Вагита Алекперова (одного из своих акционеров) 100 % доли в одной из крупнейших алмазодобывающих компаний России — АО «Архангельскгеолдобыча». Сумма сделки составляет 1,45 млрд долларов США.

### Потеря активов и банкротство
В 2017 году Центральный банк РФ начал санацию основного актива «Открытие Холдинга» — банка «Открытие». В ходе связанных с этим мероприятий «Открытие Холдинг» лишился этого и почти всех других своих активов. В результате в 2020 году «Открытие Холдинг» подал заявление о банкротстве.

### Наименование
В 2004 году было создано ООО «Инвестиционная группа „Открытие“». В результате реструктуризации 6 февраля 2007 года ООО «Инвестиционная группа „Открытие“» была переименована в ООО «Финансовая корпорация „Открытие“». В 2014 году группа запустила новую бренд-платформу: головная структура группы, «Финансовая корпорация „Открытие“», переименована в «Открытие Холдинг», а «Номос-банк» — в Банк «Финансовая Корпорация Открытие».

## Структура группы
29 августа 2017 года Центральный банк России ввёл в банк ФК «Открытие» временную администрацию. В рамках процедуры санации была произведена допэмиссия акций банка, которую выкупил Центробанк, размыв доли прежних владельцев до 0,01%. Таким образом «Открытие Холдинг» потеряло контроль над банком и большинством своих активов:
В 2017 году в группу входило около десяти банковских и финансовых активов.
Банковский бизнес:
- Банк «Финансовая корпорация Открытие». Бывший крупнейший российский частный банк. В 2017 передан Банку России в рамках процедуры санации.
- Банк «Точка» — дистанционный банк для малого и среднего бизнеса (в том числе индивидуальное предпринимательство).
- Национальный банк «Траст». В 2014 был передан банку «ФК Открытие» в рамках процедуры санации[9]. В настоящее время функционирует как банк непрофильных активов
- «Росгосстрах банк». На 1 марта 2020 принадлежит банку «ФК Открытие» (91,29 %) и страховой компании «Росгосстрах» (8,71 %)[10]

Страховой бизнес:
- «Открытие Страхование»
- «Открытие Страхование жизни»
- «Росгосстрах». Холдинг получил контроль над страховщиком в августе 2017 года, за 4 дня до объявления о санации банка «ФК Открытие»[11]. В начале 2020 года банк довёл свою долю в страховщике до 99,6 %[12]

Услуги на финансовом рынке:
- «Открытие Брокер»: бизнес в сфере брокерских и дилерских операций
- Управляющая компания «Открытие». После начала процедуры санации банка «ФК Открытие» была продана ему за 1,2 млрд рублей
- Инвестиционный банк «Открытие Капитал». Предоставляет прайм-брокерские и аналитические услуги корпоративным и институциональным клиентам.

Зарубежные структуры:
- Otkritie Capital International Limited (Великобритания). В 2016 была оштрафована комиссией по торговле товарными фьючерсами)[13]. В 2017 куплена концерном «Россиум» Романа Авдеева (вместе с Otkritie Capital US Inc. (США) и Otkritie Capital (Hong Kong) Limited (Гонконг))[14] и переименована в Sova Capital в начале 2018 года[15].
- Otkritie Capital Cyprus Limited (Кипр)

## Собственники и руководство
| Акционеры             | —      | апрель 2013 | сентябрь 2013 | март 2014 | июль 2014 | февраль 2015 | март 2015 | август 2017 |
| --------------------- | ------ | ----------- | ------------- | --------- | --------- | ------------ | --------- | ----------- |
| Вадим Беляев          | 39,46% | 21,4%       | 24,93%        | 24,93%    | 26,62%    | 27,14%       | 28,61%    | ?           |
| Борис Минц            | 14%    | 11,1%       | -             | -         | -         | -            | -         | -           |
| Банк ВТБ              | 7,96%  | -           | -             | -         | -         | 9,99%        | 9,99%     | 9,99%       |
| Олег Малис            | 4,95%  | 6,64%       | 6,64%         | -         | -         | -            | -         | -           |
| Фонд Da Vinci Capital | 4,95%  | 8,31%       | 8,31%         | 8,31%     | ?         | ?            | ?         | ?           |
| НПФ «Лукойл-Гарант»   | 4,29%  | 8,81%       | 8,81%         | 8,81%     | 7,06%     | 7,06%        | 7,06%     | ?           |
| Анатолий Чубайс       | 2,19%  | 1,1%        | -             | -         | -         | -            | -         | -           |
| Акционеры Группы ИСТ  | -      | 17,49%      | 17,49%        | 17,49%    | 14,01%    | 4,91%        | 9,82 %    | ?           |
| Рубен Аганбегян       | ?      | 1,2%        | 9,94%         | 9,94%     | 7,96%     | 7,96%        | 7,96%     | 7,96%       |
| Александр Мамут       | -      | 8,33%       | 8,33%         | 8,33%     | 6,67%     | 6,67%        | 6,67%     | -           |
| Сергей Гордеев        | -      | 7,96%       | 7,96%         | 7,96%     | 6,38%     | 6,38%        | -         | -           |
| «ИФД КапиталЪ»        | -      | -           | -             | -         | 19,90%    | 19,90%       | 19,90%    | ?           |
| Александр Бухарин     | -      | -           | -             | -         | -         | -            | -         | 6,67%       |
| Остальные акционеры   | ?      | 8,8%        | 7,59%         | 14,23%    | ?         | 9,99%        | 9,99%     | ?           |

## Социальная деятельность
«Открытие» реализует ряд социальных проектов, от сотрудничества с Фондом помощи хосписам «Вера» до городских проектов и проектов с ФК «Спартак», участником матча за звание чемпиона мира по шахматам 2016 Сергеем Карякиным и Политехническим музеем. «Открытие» выступает генеральным партнёром мероприятий Фонда Егора Гайдара: ежегодного Гайдаровского форума, Премии имени Егора Гайдара, конференций и т. п.
«Открытие» также сотрудничает фондом «Выход» и регулярно участвует в акциях, направленных на распространение информации об аутизме. Сотрудники компании помогают различным благотворительным организациям, участвуя в новогодних акциях «Подарки для сильных духом и тех, кто не сдаётся», организованных «Открытием» в офисах компаний.

## Критика
В 2008 году корпорация выступила инвестором проекта реконструкции ДК Кирова в Санкт-Петербурге. Во время работы над проектом генеральный директор созданной для этих целей компании продал ДК Кирова с нарушениями законодательства другой компании, связанной с корпорацией «Открытие», после чего корпорация была обвинена в рейдерстве. Впоследствии сделка купли-продажи была отменена арбитражным судом. Потери корпорации по некоторым оценкам составили около 10 000 000 долларов.